# Liljekonval
Liljekonval (Convallaria majalis) er en 15-25 cm høj urt, der vokser i skove og krat. Planten er meget giftig i alle dele, men de vellugtende blomster gør den alligevel værd at dyrke.

## Beskrivelse
Liljekonval er en løvfældende flerårig urt med en lav vækst. Bladene sidder kræmmerhusagtigt op ad den glatte, lysegrønne stængel. De er glatte og ensartet friskgrønne på begge sider, og de er ovale med hel rand. Ribberne danner et bueformet mønster i bladet.
Blomstringen sker i maj, hvor en særlig stængel bærer de snehvide, klokkeformede blomster i en skæv klase. Bærrene er orangerøde og modner først efter, at bladene er gulnede og ligger på jorden. Frøene modner godt og spirer villigt.
Den underjordiske jordstængel forgrener sig og kryber langt omkring, så planten kan blive ukrudtsagtig. Rodnettet er i øvrigt fint trævlet.
Højde x bredde og årlig tilvækst: 0,2 x 2,0 m (20 x 10 cm/år). Målene kan bruges til beregning af planteafstande i fx haver.

## Voksested
Liljekonval hører hjemme i Danmark og det meste af Europa, hvor den vokser i blandede løvskove på mineralfattig og sur bund.
På Hirsholmene findes arten sammen med bl.a. draphavre, alm. hyld, kvalkved, alm. røn, vedbend, blæresmælde, engriflet hvidtjørn, febernellikerod, plettet arum, skovhanekro, skovløg, stinkende storkenæb, storbladet elm, sødskærm, og vårvikke

## Giftighed
Liljekonvallens blade gør, at den indimellem forveksles med ramsløg. Dette kan medføre forgiftning, idet sidstnævnte er spiselig, mens førstnævnte er stærkt giftig.
| Portal | Portal:Botanik |

## Note
1. ↑  Skov- og Naturstyrelsen: Hirsholmene